# Örtugland
Örtugland är en svensk medeltida areaenhet.

## Beskrivning
Örtugland var en ytenhet för taxering av jordegendomar under medeltiden. I de gamla åkerbruksbygderna baserades taxeringen på åkerarealen. Örtugtalen förutsatte därför ett mått av åkerns areal. I många byar var örtugland ett högmedeltida tunnland. Det åländska markskattesystemet med mark och örtug innehöll värderingar av markagods och skatter uppburna enligt markskatter. Markskatternas relation i areal till svenska örtugland är inte utredd.
Ett markland motsvarar 24 örtugland. I moderna enheter motsvarar ett örtugland 1/3 tunnland eller 1646 kvadratmeter.